# Hendrick Moreelse

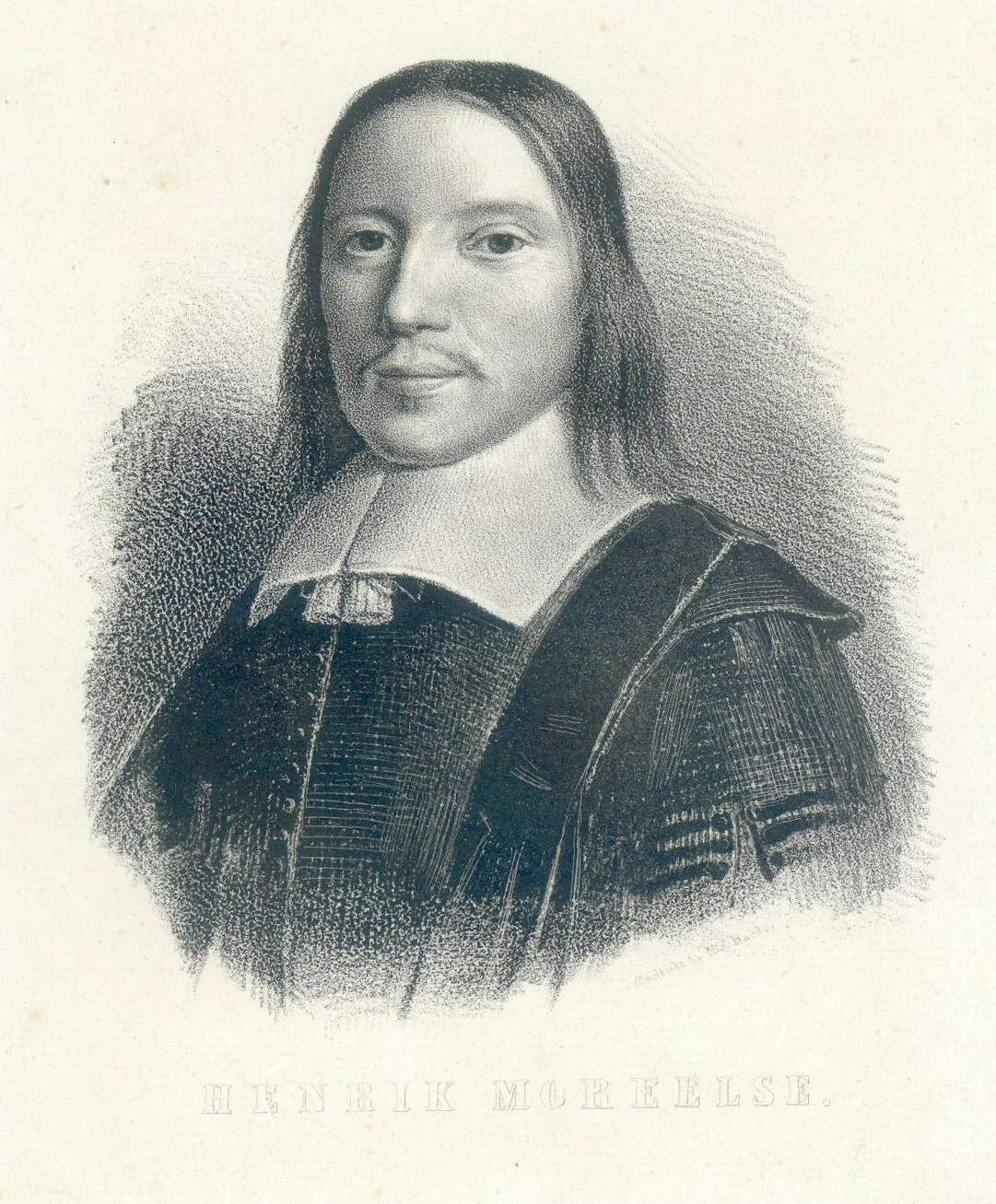
Hendrick Moreelse

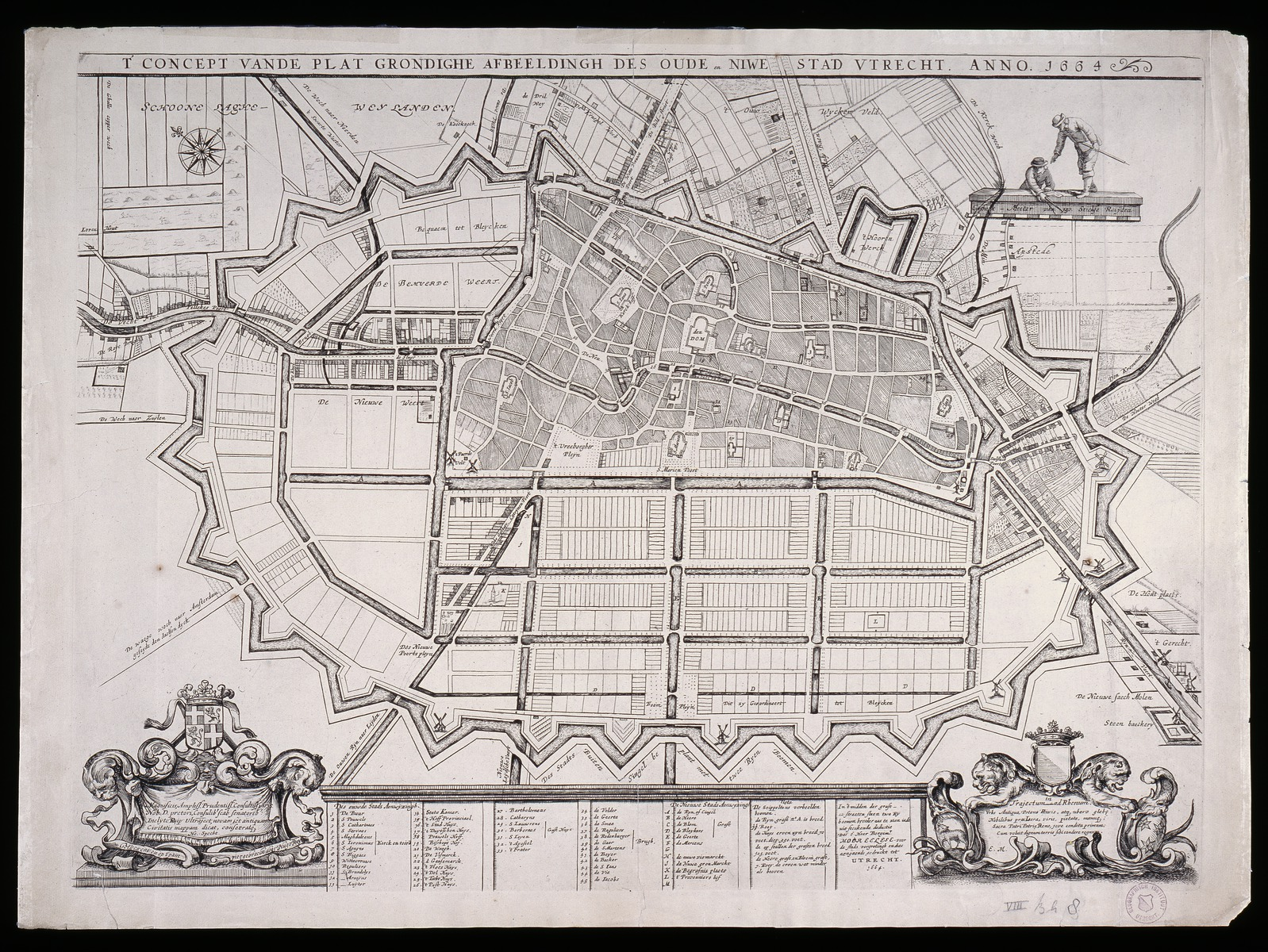
Plan Moreelse

Hendrick Moreelse (Utrecht, 17 december 1615 - 26 mei 1666) was een Utrechtse burgemeester, hoogleraar, raadsheer en bedenker van een nooit uitgevoerd uitbreidingsplan voor de stad Utrecht.
Hendrick was een zoon van de kunstschilder Paulus Moreelse. Tussen 1644 en 1654 was Hendrick Moreelse hoogleraar rechten aan de Utrechtse universiteit. In 1646 en 1647 was hij daar rector magnificus. Tevens was hij raadsheer in het Hof van Utrecht en van 1662 tot oktober 1664 burgemeester van Utrecht. Hendrick Moreelse stierf op 26 mei 1666.

## Plan Moreelse
Hendrick Moreelse staat bekend om zijn grootse uitbreidingsplannen voor Utrecht. In navolging van zijn vader die al in 1629 uitbreidingsplannen had gemaakt, wilde Moreelse de economie van Utrecht stimuleren door middel van een nieuwe ontwikkeling ten westen van de stad. Deze ontwikkeling was groots van opzet en zou bijna een verdubbeling van de toenmalige stad hebben betekend. Moreelse beschreef in 1664 in zijn Deductie zijn plannen.
Moreelse lanceerde zijn plan en de bijbehorende kaarten terwijl het graafwerk voor de zogenoemde 'moesgrachten' reeds in volle gang was. Die werden aangelegd naar aanleiding van een verzoek uit 1661 van de 'warmoezeniers' (tuinders) om vaarwegen waarlangs hun producten naar de stad vervoerd konden worden. Nadat een commissie in 1663 positief adviseerde daarover, gaf de Vroedschap groen licht voor de aanleg van het grachtenstelsel. De nieuwe infrastructuur moest ook geschikt zijn voor eventuele stadsuitleg. Hendrick Moreelse, inmiddels burgemeester, kwam vervolgens zelf met een uitbreidingsplan. Zijn Deductie ging vergezeld van een fraaie gedrukte en een handgetekende kaart van Hugo Ruysch.
Niet iedereen was enthousiast over het plan en zijn grootste tegenstander was de ultra-conservatieve predikant Gisbertus Voetius. Ook speelden een pestepidemie, de kosten rond de Tweede Engels-Nederlandse Oorlog, en tegenwerkende grondeigenaren een rol in het grotendeels geen doorgang vinden van het plan. Hendrick Moreelse besloot vanwege een ruzie met Voetius uiteindelijk hierin af te treden als burgemeester.
Na het overlijden van Moreelse, in 1666, bedacht 'dolle jonker' Everard Meyster nieuwe uitbreidingsplannen voor Utrecht, die gedeeltelijk gebaseerd waren op de plannen van Moreelse. Beide plannen zijn echter nooit uitgevoerd. De grachten bleven in gebruik als 'moesgrachten': Bloemgracht, Herengracht, Blekersgracht en haaks daarop de Mariagracht.

## Vernoemingen
In de gemeente Utrecht werden het Moreelsepark en de Moreelsebrug naar hem vernoemd. Voor de aanleg van Hoog Catharijne was er ook een Moreelselaan in Utrecht.